# Synagoge (Bosen)
Die Synagoge wurde zwischen 1881 und 1882 im heute zum Gemeindebezirk Nohfelden gehörigen Ortsteil Bosen in der ehemaligen Judengasse (heutige Bosbachstraße 10) erbaut. 1949 ging das Gebäude in das Eigentum der Jüdischen Kultusgemeinde Saarbrücken über und wurde verkauft. Es wurde zu einem noch heute bestehenden Wohnhaus umgebaut.

## Geschichte
Bereits im Jahr 1769 wird in Bosen eine Synagoge erwähnt. Es handelte sich dabei um ein Wohnhaus in dem sich ein Betsaal und in den Kellerräumen ein rituelles Bad befand. Das rituelle Bad wurde um 1840 durch ein Badehaus ersetzt. Das Gebäude des Badehauses ist noch existent und steht heute unter Denkmalschutz. Bereits im Jahr 1850 beschrieb der zuständige Landrabbiner das Gebäude als in einem schlechten Zustand. Da die Synagoge im Jahr 1879 sehr stark baufällig war, begannen 1879 die Planungen zum Neubau einer Synagoge. Diese wurde, nachdem die Genehmigung zum Bau durch die Behörden erteilt worden war, zwischen 1881 und 1882 erbaut und am 24. und 25. November 1882 eingeweiht. Die Baukosten betrugen ca. 10.350 Mark. Das Großherzogtum Oldenburg bezuschusste  den Bau der Synagoge mit 750 Mark.  Im Erdgeschoss der Synagoge befanden sich eine Wohnung für den Lehrer sowie ein Schulsaal. Der Betraum befand sich im Obergeschoss. Zur Straßenseite hin verfügte die Synagoge über drei große Rundbogenfenster. Während der Novemberpogrome 1938 mussten die Mitglieder der jüdischen Gemeinde die Inneneinrichtung der Synagoge selbst zerstören und auf dem Sportplatz verbrennen. Die Synagoge wurde nicht in Brand gesetzt, da befürchtet wurde, dass die Flammen auf die rechts und links angebauten Gebäude übergreifen könnten. 1949 ging die Synagoge in das Eigentum der Jüdischen Kultusgemeinde Saarbrücken über, die das Gebäude an eine Privatperson verkaufte. Sie wurde zu einem noch heute bestehenden Wohnhaus umgebaut.

## Jüdische Gemeinde Bosen
Schon im 17. Jh. durften sich Juden in Bosen niederlassen. Das Schutzgeld wurde an die Grafen von Dürkheim abgeführt, unter dessen Herrschaft Bosen zu dieser Zeit stand. Ab 1817 gehörte Bosen dann zum Großherzogtum Oldenburg, das gegenüber den Juden einen liberaleren Umgang pflegte. In der Folge stieg die Zahl der Mitglieder der jüdischen Gemeinde stark an. Im Jahr 1849 erreichte sie mit 143 Mitgliedern ihren Höchststand. Die Gemeinde verfügte während der Zeit ihres Bestehens über einen Lehrer der auch die Funktionen des Vorbeters und des Schochet innehatte. Die Toten wurden auf dem, 1650 gemeinsam mit den Mitgliedern der jüdischen Gemeinde Sötern errichteten, jüdischen Friedhof beigesetzt. Die noch nach den Novemberpogromen 1938 in Bosen verbliebenen Mitglieder der jüdischen Gemeinde wurden am 23. April 1942 deportiert.
Die Zentrale Datenbank der Namen der Holocaustopfer Yad Vashem und das Gedenkbuch Opfer der Verfolgung der Juden unter der nationalsozialistischen Gewaltherrschaft in Deutschland 1933–1945 zählen 68 Angehörige der jüdischen Gemeinde (die in Bosen geboren wurden oder dort fest oder vorübergehend wohnten) auf, die während der Zeit des Nationalsozialismus ermordet wurden.

### Entwicklung der jüdischen Einwohnerzahl
| Jahr      | Juden | Jüdische Familien |
| --------- | ----- | ----------------- |
| ca. 1770  |       | 1                 |
| 1799      |       | 5                 |
| 1808      | 44    |                   |
| 1817      | 59    |                   |
| 1827      | 76    |                   |
| 1838      |       | 21                |
| 1849      | 143   |                   |
| 1858      | 112   |                   |
| 1890/1900 | 66    |                   |
| 1923      | 48    |                   |
| 1933      | 40    |                   |
| Ende 1942 | 0     |                   |

Quelle:  jüdische-gemeinden.de